# Липень 2001
Липень 2001 — сьомий місяць 2001 року, що розпочався у неділю 1 липня та закінчився у вівторок 31 липня.

## Події
- 3 липня — літак Ту-154 розбився в Іркутську, Росія. Загинуло 145 людей.
- 13 липня — на сесії Міжнародного олімпійського комітету в Москві Пекін отримав право проводити Літні Олімпійські ігри 2008.
- 23 липня — збірна Гондурасу з футболу перемогла збірну Бразилії з рахунком 2-0.